# آغووریک
آغووریک (به ارمنی: Աղվորիկ) یک روستا در ارمنستان است که در استان شیراک واقع شده‌است. آغووریک در ۱۴ کیلومتری شرق گیومری، مرکز استان شیراک واقع شده است.

## خصوصیات
آغووریک ۱۱۸ نفر جمعیت دارد و در ارتفاع ۲۰۵۰ متر بالاتر از سطح دریا قرار گرفته است.